# Marie, Marie
Marie, Marie är en sång skriven av Staffan Hellstrand, och inspelad av honom tillsammans med Sven-Ingvars 1996 på albumet Lika ung som då.. Låten bör ej förväxlas med låten med samma namn, som är utgiven på albumet Nio liv 1998.
Den gick också in på Svensktoppen, där den låg i en vecka, den 6 juli 1996, på tionde plats.

### Fotnoter
1. ↑  ”Lika ung som då”. Svensk mediedatabas. 1 mars 1996. http://smdb.kb.se/catalog/id/001524642. Läst 19 augusti 2014.
2. ↑  ”Nio liv”. Svensk mediedatabas. 1 mars 1998. http://smdb.kb.se/catalog/id/001524642. Läst 19 augusti 2014.
3. ↑  ”Svensktoppen”. Sveriges Radio. 1 mars 1996. http://sverigesradio.se/Diverse/AppData/Isidor/files/2023/3492.txt. Läst 19 augusti 2014.